# Alain Juppé
Alain Juppé (Mont-de-Marsan, 15. kolovoza 1945.) francuski je državnik i bivši francuski premijer. Trenutačno je član privremenog predsjedništva Saveza za narodni pokret (UMP), glavne desne stranke u Francuskoj.
Od sedamdesetih godina bio je bliski suradnik Jacquesa Chiraca. Vršio je funkciju dogradonačelnika Pariza zaduženog za financije (1983. – 1995.) i ministra za proračun (1986. – 1988.). Godine 1992. priklonio se struji koja se zalagala za ratifikaciju Ugovora iz Maastrichta, a koja je iz desnih krugova tada dobila tek malobrojnu podršku. Kasnije je obnašao razne visoke funkcije u više vlada: bio je minstar vanjskih poslova u Balladurovoj vladi (1993. – 1995.), premijer (1995. – 1997.) te u Fillonovoj vladi ministar obrane i veterana (2010. – 2011.) te ministar vanjskih i europskih poslova (2011. – 2012.).
Bio je predsjednik francuske stranke Okupljanje za Republiku (RPR) i stranke Savez za narodni pokret (UMP), a od svibnja 2014. godine, zajedno s bivšim premijerima Françoisom Fillonom i Jean-Pierrom Raffarinom član je privremenog predsjedništva Saveza za narodni pokret.
Alain Juppé također je gradonačelnik Bordeauxa.

## Vanjske poveznice
- Alain Juppé na stranici Vlade Francuske Republike, www.gouvernement.fr (fr.) (pristupljeno 23. rujna 2014.)